# Хуан Каньєте
Хуан Леон Каньєте Гекс (ісп. Juan León Cañete Guex; нар. 27 липня 1929) — парагвайський футболіст, що грав на позиції нападника, зокрема, за клуб «Президент Хейс», а також національну збірну Парагваю. Чемпіон Парагваю.

## Клубна кар'єра
У футболі дебютував 1949 року виступами за команду «Президент Хейс», в якій провів шість сезонів. За цей час став чемпіоном Парагваю.
Згодом з 1956 по 1961 рік грав у складі команд «Ботафогу», «Васко да Гама», «Президент Хейс», «Уракан» та «Темперлей».
Завершив професійну ігрову кар'єру у клубі «Альмагро», за команду якого виступав протягом 1962 року.

## Виступи за збірну
1950 року дебютував в офіційних матчах у складі національної збірної Парагваю. Протягом кар'єри у національній команді провів у її формі 19 матчів, забивши 1 гол.
Був присутній в заявці збірної на чемпіонаті світу 1950 року у Бразилії, але на поле не виходив.
У складі збірної був учасником трьох чемпіонатів Південної Америки: 1955 року у Чилі, 1956 року в Уругваї, 1959 року в Аргентині, де здобув разом з командою бронзові нагороди.

## Титули і досягнення
- Чемпіон Парагваю (1):

«Президент Хейс»: 1952
- Бронзовий призер Чемпіонату Південної Америки: 1959 (Аргентина)